# 1999 у телебаченні
Список 1999 у телебаченні описує події у сфері телебачення, що відбулися 1999 року.

## Події

### Січень
- 1 січня — Початок мовлення нової телерадіокомпанії «Ера»[1].
- 14 січня — Початок мовлення нового регіонального телеканалу «ТБ Гребінка»[2].
- Початок мовлення нового донецького регіонального «12 каналу»[3].
- Початок аналогового мовлення телеканалу «СТБ» на 32 ТВК у Львові[4].

### Лютий
- 11 лютого — Зміна логотипу і графічного оформлення телеканалу «СТБ».
- 12 лютого — Початок аналогового мовлення регіонального державного телеканалу «ЛОТ» на 25 ТВК в Луганську[5].

### Травень
- 20 травня — Початок мовлення нового макарівського регіонального телеканалу «Авіс»[6].

### Липень
- 1 липня — Початок аналогового мовлення регіонального державного телеканалу «ЛТБ» на 12 ТВК у Львові[4].

### Вересень
- 6 вересня — Зміна графічного оформлення телеканалів «Інтер» і «Перший національний»[7][8].

### Жовтень
- 20 жовтня — Початок аналогового мовлення телеканалу «СТБ» на 52 ТВК в Чернігові[9].

### Листопад
- 16 листопада — Початок мовлення нового івано-франківського регіонального телеканалу «Вежа».
- Припинення аналогового мовлення регіонального телеканалу «МТВ» на 38 ТВК в Маріуполі[10].

### Грудень
- 1 грудня — Зміна логотипу «Нового каналу».
- 19 грудня — Початок повноцінного мовлення нового коломийського регіонального телеканалу «НТК».
- Початок аналогового мовлення телеканалу «Інтер» на 39 ТВК в Севастополі.

## Без точних дат
- Початок аналогового мовлення регіональної ТРК «Україна» на 59 ТВК у Донецьку[3].
- Перехід регіональної ТРК «Україна» з 7 на 6 ТВК у Донецьку[3].
- Припинення аналогового мовлення краматорського регіонального телеканалу «СКЕТ» на 7 ТВК у Донецьку.
- Припинення мовлення та закриття донецького регіонального телеканалу «7x7».
- Перехід аналогового мовлення вінницького державного регіонального телеканалу «ВДТ» з 33 на 6 ТВК у Вінниці[11].
- Початок аналогового мовлення мукачівського регіонального телеканалу «М-Студіо» на 21 ТВК в Ужгороді[12].
- Початок аналогового мовлення телеканалу «СТБ» на 49 ТВК в Одесі, на 50 ТВК у Кіровограді і на 50 ТВК в Херсоні[13][14][15].
- Початок аналогового мовлення донецької регіональної ТРК «Україна» на 51 ТВК у Краматорську[16].
- Початок аналогового мовлення регіонального державного телеканалу «Запоріжжя» на 31 ТВК в Мелітополі[17].
- Припинення мовлення та закриття дніпропетровського регіонального телеканалу «ТВ Ленд».